# Ефрон, Илья Абрамович
Илья́ Абра́мович Ефро́н (7 [19] ноября 1847, Вильна, Российская империя — 19 апреля [2 мая] 1917, Петроград, Российская империя) — один из наиболее известных дореволюционных российских типографов и книгоиздателей. По женской линии правнук Виленского Гаона.

## Биография
Родился 7 ноября (по старому стилю) 1847 года в Вильне, в еврейской купеческой семье. Отец, Абрам Гешелевич (Геселевич, Евсеевич) Ефрон (1822—1902), сын купца второй гильдии Гешеля Эльяшевича Ефрона (1797—1867) и впоследствии сам купец первой гильдии, талмудист, происходил из ивенецкой раввинской семьи, автор галахического компендиума «מקור ההלכות» (Вильна, 1901); мать — Тойба Иосель-Хацкелевна (Тауба Хацкелевна) Ефрон (урождённая Вильнер; 12 октября 1828, Серея — 1861, Вильна), умерла от тифа, когда Илье было 13 лет. В 1862 году отец повторно женился на Соре-Енте Меер-Танхелевне (Софии Тимофеевне) Розенцвейг (1839—1909).
Получив домашнее образование под руководством отца, выдержал экзамен и получил аттестат зрелости в ломжинской гимназии. Затем слушал лекции в варшавской Главной школе. С 1907 года являлся членом Общества научных еврейских изданий.

## Издательская деятельность
В 1880 году И. А. Ефрон купил типолитографию в Петербурге (дом № 6 в Прачечном переулке), а затем совместно с немецкой издательской фирмой Брокгауз основал в 1889 году акционерное издательское общество «Ф. А. Брокгауз — И. А. Ефрон», которое выпустило практически все крупные русскоязычные энциклопедии того времени:
- Энциклопедический словарь (1890—1907) выпускался одновременно в двух вариантах: в более дорогом оформлении 41 том (+2 дополнительных тома с дополнениями и исправлениями) и в более скромном варианте 82 полутомах (+4 доп. полутома);
- Малый энциклопедический словарь (1-е изд., 3 т., 1899—1902; 2-е изд., 4 т., 1907—1909);
- Новый энциклопедический словарь в 48 т., из которых вышло только 29 т. (1911—1916; издание прервалось на слове «Отто»);
- Еврейская энциклопедия в 16 т. (1908—1913).

Помимо энциклопедий фирмой были изданы следующие серийные издания: «Библиотека естествознания» в 18 т.; «Библиотека промышленных знаний»; «Энциклопедия практической медицины» в 5 т.; «Дешёвая библиотека самообразования» в 86 вып.; «Библиотека великих писателей» в 20 т. (в которой вышли полные собрания сочинений Шиллера, Шекспира, Байрона, Пушкина, Мольера и др.); «Общая история европейской культуры» в 7 т.; «История Европы по эпохам и странам» в 36 вып.
Также были выпущены «История Византийской империи» Ф. И. Успенского, «История Инквизиции» Г. Ч. Ли, «Человек и Земля» Ж. Реклю (6 т.) и др.
В 1917 году издательство вошло в Петроградское объединение частных издательств; к 1930 году — прекратило существование.

## Семья
- Жена (с 1864) — Шейна Саломея Нахмановна (Наумовна), урожд. Тикочинер (род.1845);

Дети: 
- Тереза Тауба Эфрон (1867—1923), писательница-феминистка, переводчица (псевдоним Вера Старкофф), Генрих (род. 1870), Ипполит (род. 1871), инженер; Иероним (род. 1874), Альберт (1880—после 1919), Наоми (ум. в детстве).

После смерти отца руководство типографией и издательством взял на себя Альберт Ильич, но в итоге в конце 1917-начале 1918 гг. он продал семейное предприятие Арону Перельману, а сам эмигрировал. Альберт Ильич Эфрон — один из пионеров русского автомобилизма, был членом Санкт-Петербургского Автомобиль-Клуба (СПАК), неоднократно принимал участие в автомобильных гонках.
- Брат — Аким Абрамович Ефрон (1851—1909), парижский корреспондент газеты «Новости»;
- Брат — доктор медицины Иоиль (Юлий) Абрамович Ефрон (15 мая 1852 — ?), был арестован и находился под надзором полиции (1876—1877), жил в Цюрихе, где занимался издательской деятельностью, окончил медицинский факультет Цюрихского университета;
- Брат — Исаак Абрамович Ефрон (фр. Jean Isaac Effront, 1858, Вильна — 1931, Брюссель), химик-энзимолог, был арестован и привлечён к дознанию по обвинению в распространении запрещённой литературы (1876), выпускник Цюрихского университета (1884), профессор Брюссельского университета и директор института ферментологии, автор ряда научных трудов по энзимологии[6][7][8].
- Единокровный брат (от второго брака отца на Соре Танхелевне Ефрон) — Григорий (Гдалья, Густав) Абрамович Ефрон (1863—1929), учёный-медик в области челюстно-лицевой хирургии и стоматологии, переводчик и публицист; автор книги «Экономическая жизнь современных народов. Учение Зомбарта о хозяйственном капиталистическом строе» (1903), один из основателей Института общественного зубоврачевания на Невском проспекте, 46 (1919). Его дочь — актриса Наталья Григорьевна Ефрон.
- Единокровный брат (от второго брака отца) — Семён (Шмая) Абрамович Ефрон (21 мая 1867, Вильна — 21 июня 1933), Берлин), издатель, основатель берлинского издательства «С. Ефрон» (1920).
- Единокровная сестра — Мария Абрамовна Шайкевич (в девичестве Ефрон, 10 сентября 1872, Вильна — 1960, Париж), журналистка, секретарь берлинского издательства С. А. Ефрона, сотрудник газеты «Последние новости»[9].